# Willis John Gertsch
Willis John Gertsch (1906 – 1998) was een Amerikaanse arachnoloog (spinnenkundige). Hij deelde onder andere de vioolspin en de Neoleptoneta myopica in in de taxonomische indeling.
Gertsch was een van de bekendste arachnologen van zijn tijd. Hij was curator van spinachtigen van het Amerikaanse Natuurhistorisch Museum (American Museum of Natural History). Hij werd vaak geraadpleegd wanneer er onduidelijkheden over spinnen ontstonden. Toen hij met pensioen ging, verhuisde hij naar Portal, Arizona en ging leven in de Chiricahua Mountains. Hij heeft gedurende zijn carrière meerdere boeken over spinnen geschreven.
- Gemeinsame Normdatei: 1053130422
- International Standard Name Identifier: 0000 0001 1066 6031
- Library of Congress Control Number: n50016518
- Nationale Bibliotheek van Letland: 000128041
- Nationale Bibliotheek van Tsjechië: mub20191044202
- Nationale Bibliotheek van Israël: 987007386984805171
- Nederlandse Thesaurus van Auteursnamen: 069855609
- SNAC: w62g0xw3
- Virtual International Authority File: 62787509
- WorldCat: E39PBJvcYK6XKphtMkxq4FDcyd